# Grad Fužine

Grad Fužine stoji ob Ljubljanici v vzhodnem delu Ljubljane, na naslovu Rusjanov trg 7. Ime je dobil po fužinah, to je obratih za predelavo železa, ki so bili v njegovi okolici. Tako se imenuje tudi zaselek (Fužine na nasprotnem, desnem bregu Ljubljanice, ki spada v Četrtno skupnost Golovec) in novo zgrajena mestna četrt (Nove Fužine na istem, to je levem bregu, ki spada v Četrtno skupnost Moste). Grad in grajski kompleks je kulturni spomenik in spomenik oblikovane narave.

## Zgodovina
Postavitev gradu sta financirala Vid Khisl in njegov sin Janž. Družina Khisl je iz Bavarske prišla leta 1519. Bili so podjetni in hitro obogateli. Bili so lastniki kovačij, fužin, mlinov, steklarne, papirnice in suknarne. V sredini 16. stoletja so postali plemiči von Kaltenbrunn, leta 1590 pa pridobili naziv baroni. Prijateljevali so s Primožem Trubarjem in Jurijem Dalmatinom ter prvim tiskarjem v Ljubljani, Janezom Mandelcem.
Dvorec je bil zgrajen na levem bregu Ljubljanice, ob lesenem mostu med letoma 1528 in 1557 v renesančnem slogu. Na tem delu je Ljubljanica ustvarila brzice in naravni jez, ki je služil delovanju mlina.
Iz napisa nad vhodom razberemo (v prevodu):"Stavbo je pričel graditi, ko se je pisalo letto 1528, Veit Khisl z dobrim svetom in dejanjem Hansa Weilhammerja. Naj Bog hišo dobro varuje, naj ne dovoli, da bi jo kaj hudega doletelo. Če Bog za to ne bo poskrbel, bo zaman vsa naša čuječnost. Tako ostane v božjih rokah in imenuje se Studenec. 1557."

### Lastniki gradu
- rodbina Khisl 16. stoletje.
- Različni viri pravijo naslednje: 1583 ga dobi v zakup Lenart Marherič ali Johan Ulrik knez Eggenberški, ki je dvorec izročil
- tržaškim jezuitom
- 1733 odprava jezuitskega reda, dvorec je bil zasežen in z dvorno odločbo leta 1794 pripisan študijskemu skladu. V državni lasti je ostal do leta 1825.
- Leta 1825 je dvorec na dražbi kupil Fidelis Terpinc. V njem je uredil veliko zbirko slovenskega slikarstva, bakrorezov, litografij, risb, vezenin in pohištva. Večina zbirke je izgubljena, ostalo je v muzejih po Ljubljani.
- Leta 1875 so dvorec prevzeli dediči, kasneje je preko poroke prišel v posest rodbine Baumgartner, ki je trajala do leta 1938.
- Dvorec je odkupika delniška družba Združene papirnice Vevče, Goričane in Medvode, ki ga je imela že prej v najemu. Leta 1940 so odprodali večino razkošnega inventarja.
- Med drugo svetovno vojno je imela v dvorcu sedež italijanska vojska.
- Po vojni so bila v dvorcu stanovanja za delavce.
- Leta 1979 ga je v slabem stanju prevzel Arhitekturni muzej Ljubljana, ki ga je v naslednjih letih obnovil.

## Arhitektura
Tlorisno obliko sestavljajo štirje bivanjski trakti okoli nepravega pravokotnega notranjega dvorišča z vodnjakom. Trakti so enonadstropni in na treh straneh obdani z arkadami, razen enega niso podkleteni. V vogalih izstopajo pravokotni obrambni stolpi z okloglim stolpičem. Okoli gradu je bil izkopan obrambni jarek. Preko njega do vhoda danes vodi most (včasih je bil to dvižni most), pred njim pa stojita plastiki armata (emblema z viteško opremo) na pravokotnih podstavkih. Vhod predstavlja ločni kamnit portal z utorom za dvižni most, nad njim pa je pomol s konzolnim vencem pod napuščem in oknom. Pod njim je kamnita plošča z napisom in tremi grbi. Srednji je grb Hansa Khisla, levi in desni pa sta grba njegovih dveh žena.
Arhitekturno so predvsem zanimivi stolpi, še posebej jugozahodni z bogatim renesančnim mrežastim obokom, ter severovzhodni s križnimi na osrednji steber oprtimi oboki. V prizidku iz leta 1895 je na vrhu stopnic postavljena kovana krona z grajskega vodnjaka.
Dvorec se v stoletjih ni bistveno spremenil in je večidel še tak, kot ga je upodobil Valvasor leta 1689. Spremenili so se le detajli. Še največja spremeba se je zgodila leta 1897, ko so prizidali hidroelektrarno. Takrat so tudi uničili brzice.
Pred gradom je bil v času jezuitov zasajen manjši gozd, kasneje urejen v ograjen velik park, ki je danes del stanovanjske soseke. V njem je še nakaj starih dreves (3 platane, divji kostanji, brest, gaber) in vse več je pajesena. Izginil je spomenik z napisom in vrtna uta. V času obnove gradu, so uredili tudi park. Obdali so ga z nizkim zidom, uredili poti in postavili klopi.
- Skulptura pred vhodom v grad
- Grbi nad vhodom
- Jez za hidroelektrarno pri gradu Fužine
- Dvorec Fužine na sliki F. Kurza - konec 17. st.
- Grad Fužine in jez hidroelektrarne Fužine

## Obnova 1990
Obnova se je začela leta 1990 po načrtu Petra Gabrijelčiča. Arkade so odprte, v vzhodnem traktu so predstavljene renesančne bifore. Nove so tudi odprte arkade v nadstropju severnega trakta. Sočasno z obnovo je potekala tudi preiskava grajskih sten po sobah. Odkrili so ostanke poslikav, o katerih je pisal že Valvasor. Restavrirane so obrobe oken, našli pa so dekorativne poslikave v nadstropju JV stolpa in južnega trakta. Najlepše poslikana je bila grajska kapela. Odkrili so zadnjo večerjo, Pohod sv. treh kraljev, ki je najbolje restavrian. Delno je ohranjen poslikan lesen kasetiran strop in na njem lik sv. Mateja z angelom, ostali evangelisti so slabo vidni.

## Arhitekturni muzej
Arhitekturni muzej je osrednja slovenska muzejska ustanova za področje arhitekture, urbanizma, industrijskega in grafičnega oblikovanja ter fotografije. Zbirke obsegajo okoli 150.000 različnih predmetov kot so načrti, skice in modeli zgradb, razno pohištvo, plakati, druge tiskovine in fotografije. Arhitekturni muzej je leta 1972 ustanovilo mesto Ljubljana, leta 2010 pa je ustanoviteljske obveznosti prevzela Vlada Republike Slovenije in ga preimenovala v Muzej za arhitekturo in oblikovanje.